# Акієв Адлан Джунідович
Адлан Джунідович Акієв (рос. Адлан Джунидович Акиев; нар. 30 березня 1993, Чечня) — російський борець греко-римського стилю, бронзовий призер чемпіонату Європи, володар Кубку світу, бронзовий призер чемпіонату світу серед студентів. Майстер спорту з греко-римської боротьби.

## Життєпис
Боротьбою почав займатися з 2002 року. У 2013 році завоював срібну медаль чемпіонату Європи серед юніорів.
Виступає за Академію боротьби імені Д. Г. Міндіашвілі, Красноярськ. Тренери — Азамат Сарієв, Михайло Гамзін, Надір Магомедов.
У збірній команді Росії з 2017 року.

## Спортивні результати на міжнародних змаганнях

### Виступи на Чемпіонатах світу
| Змагання                        | Збірна | Вагова категорія                 | Місце |
| ------------------------------- | ------ | -------------------------------- | ----- |
| Чемпіонат світу з боротьби 2019 | Росія  | греко-римська боротьба, до 82 кг | 7     |

### Виступи на Чемпіонатах Європи
| Змагання                         | Збірна | Вагова категорія                 | Місце  |
| -------------------------------- | ------ | -------------------------------- | ------ |
| Чемпіонат Європи з боротьби 2017 | Росія  | греко-римська боротьба, до 80 кг | Бронза |

### Виступи на Кубках світу
| Змагання                    | Збірна | Вагова категорія                 | Місце  |
| --------------------------- | ------ | -------------------------------- | ------ |
| Кубок світу з боротьби 2017 | Росія  | греко-римська боротьба, до 80 кг | Золото |

### Виступи на Чемпіонатах світу серед студентів
| Змагання                                        | Збірна | Вагова категорія                 | Місце  |
| ----------------------------------------------- | ------ | -------------------------------- | ------ |
| Чемпіонат світу з боротьби серед студентів 2016 | Росія  | греко-римська боротьба, до 80 кг | Бронза |

### Виступи на інших змаганнях
| Змагання                           | Збірна | Вагова категорія                 | Місце  |
| ---------------------------------- | ------ | -------------------------------- | ------ |
| Кубок Хапаранди з боротьби 2012    | Росія  | греко-римська боротьба, до 74 кг | Бронза |
| Турнір Івана Піддубного 2014       | Росія  | греко-римська боротьба, до 75 кг | Бронза |
| Турнір Вехбі Емре 2014             | Росія  | греко-римська боротьба, до 75 кг | 8      |
| Меморіал Болата Турлиханова 2015   | Росія  | греко-римська боротьба, до 75 кг | 8      |
| Турнір Івана Піддубного 2016       | Росія  | греко-римська боротьба, до 80 кг | 7      |
| Меморіал Болата Турлиханова 2016   | Росія  | греко-римська боротьба, до 85 кг | Золото |
| Турнір Івана Піддубного 2017       | Росія  | греко-римська боротьба, до 80 кг | Срібло |
| Чемпіонат Росії з боротьби 2017    | Росія  | греко-римська боротьба, до 80 кг | Срібло |
| Меморіал Болата Турлиханова 2017   | Росія  | греко-римська боротьба, до 85 кг | 16     |
| Кубок Алроси 2017                  | Росія  | команда                          | Золото |
| Меморіал Олега Караваєва 2017      | Росія  | команда                          | Срібло |
| Турнір Івана Піддубного 2018       | Росія  | греко-римська боротьба, до 82 кг | 5      |
| Чемпіонат Росії з боротьби 2018    | Росія  | греко-римська боротьба, до 82 кг | Срібло |
| Чемпіонат Росії з боротьби 2019    | Росія  | греко-римська боротьба, до 82 кг | Бронза |
| Гран-прі Німеччини з боротьби 2019 | Росія  | греко-римська боротьба, до 82 кг | Золото |

### Виступи на змаганнях молодших вікових груп
| Змагання                                       | Збірна | Вагова категорія                 | Місце  |
| ---------------------------------------------- | ------ | -------------------------------- | ------ |
| Чемпіонат Європи з боротьби серед юніорів 2013 | Росія  | греко-римська боротьба, до 74 кг | Срібло |
| Чемпіонат Європи з боротьби серед молоді 2015  | Росія  | греко-римська боротьба, до 80 кг | 10     |